# Dagda (Keltische mythologie)
De Dagda werd in de Keltische mythologie van Ierland vaak gezien als de Vader der Goden, vergelijkbaar met Jupiter (Díspater). Het woord zelf betekent De goede God, niet in de morele zin, maar in een algemene zin, overal goed in, macht over alles. De keltische goden hadden niet echt een specialisatiegebied, en er kan dus ook niet echt over een pantheon worden gesproken. Ze waren allen goed in alles, zoals de Griekse god Apollo. Hij is ook bekend als Eochaidh Ollathair (Al-vader), Aedh (Vuur) en Ruadh Rofessa (De Rode Heer van Kennis).
De Dagda was een vader-figuur. Hij was de zoon van Danu en Bileacute. Ierse verhalen schilderen de Dagda af als een figuur met immense macht, gewapend met een magische knuppel en met een ketel. Eén haal met de knuppel zou negen mannen neer kunnen slaan, en met het handvat zou hij ze weer terug tot leven kunnen brengen. De ketel was bodemloos, en zou een leger te eten kunnen geven. Hij bezat ook een rijkelijk versierde magische harp, gemaakt van eikenhout. Als de Dagda de harp bespeelde kon hij de seizoenen in de juiste volgorde zetten. Andere verhalen vertellen over hoe hij met zijn harp zijn leger in de oorlog kon commanderen.
De Dagda was ook de Hoge Koning van de Tuatha Dé Danann, de bovennatuurlijke wezens die Ierland bewoonden voor de Ieren.
Hij was getrouwd met Breg, en had een affaire met Boann, de vrouw van Nechtan. Om zijn affaire stil te houden zorgde hij ervoor dat de zon negen maanden stil stond. Dit maakte het mogelijk dat zijn zoon Aengus werd verwekt en geboren op één dag. Samen met Boann helpt hij Aengus zijn ware liefde te vinden.
De Dagda was ook de vader van Badb Dearg, die hem opvolgde als Koning van de Tuatha De Danann.